# Trois Mètres au-dessus du ciel (film, 2010)
Pour plus de détails, voir Fiche technique et Distribution.
Trois Mètres au-dessus du ciel (Tres metros sobre el cielo) (ou Twilight Love) est un film espagnol de 2010, adapté du roman homonyme de Federico Moccia. C'est la deuxième adaptation après celle de 2004 en Italie.
Une suite est sortie en 2012 : Tengo ganas de ti.

## Synopsis
C'est l'histoire d'un amour impossible entre Babi, une jeune fille de 17 ans issue de la haute société et de Hugo (surnommé "H"), un jeune homme rebelle, insouciant, mal dans sa peau, qui a l'habitude de ne sortir qu'avec des filles plus extravagantes... Alors que tout les oppose, ils tombent amoureux. Et s'ensuit une histoire pas comme les autres.

## Fiche technique
- Réalisateur : Fernando González Molina
- Musique : Manel Santiesteban
  - Paroles et interprétation de la chanson Something's Triggered : Cecilia Krull
- Photographie : Daniel Aranyó
- Montage : Irene Blecua et Verónica Callon
- Pays de production :  Espagne
- Langue originale : espagnol

## Distribution
- Mario Casas (VF : Fabrice Trojani) : Hugo Hache «H» Olivera Castro
- María Valverde (VF : Geneviève Doang) :  Bárbara «Babi» Alcázar
- Álvaro Cervantes : Pollo
- Marina Salas (VF : Charlyne Pestel) : Katina Herreruela
- Luis Fernández "Perla" : Chino
- Andrea Duro : Mara
- Marta Martín : Silvia
- Nazaret Aracil : Noe Torres
- Nerea Camacho : Daniela
- Marcel Borràs : (VF : Hervé Grull) Chico
- Víctor Sevilla : El Ventura
- Daniel Casadella : El Palote
- Danny Herrera : El Travolta
- Carlos Olalla : Felipe Santamaría
- Blanca Martínez : Marina
- Clara Segura : La Forga
- Joan Crosas : le père de H.
- Cristina Dilla : la mère de H.
- Juan Pablo Shuk : l'agresseur
- Cristina Plazas (VF : Juliette Degenne) : Rafaela
- Jordi Bosch (VF : Michel Voletti) : Claudio
- Pablo Rivero (VF : Sébastien Boju) : Gustave
- Sophie Vaccaro